# Consiglio regionale (Italia)
Il Consiglio regionale è l'organo legislativo rappresentativo di ogni regione italiana, previsto dall'articolo 121 della Costituzione.
Il consiglio è un organo della regione che, analogamente ad altri organi di rilevanza costituzionale, dispone di personalità giuridica, regolamenti autonomi, un proprio bilancio e un proprio personale, distinti da quelli della giunta regionale. I consigli delle regioni a statuto ordinario sono stati istituiti dopo il 1970.
A livello nazionale i Consigli sono coordinati attraverso la Conferenza dei presidenti delle assemblee legislative delle regioni e delle province autonome. A livello europeo, i presidenti dei Consigli regionali partecipano alla Conferenza delle assemblee legislative regionali europee (CALRE).
Il consiglio della Sicilia, istituito nel 1947, è invece chiamato dallo statuto speciale col nome di Assemblea regionale siciliana e i suoi componenti hanno il rango di deputati, mentre i consigli di Emilia-Romagna e Umbria, in virtù di quanto disposto dai nuovi statuti ordinari, prendono attualmente il nome di Assemblea legislativa.

## Storia
In Sicilia fu concessa un'autonomia speciale dal Re Umberto II con R.D. del 15 maggio 1946 e rinacque, dopo le elezioni regionali del 30 aprile 1947, il 25 maggio 1947, un'assise legislativa denominata "Assemblea regionale siciliana".
Subito dopo nacquero i consigli regionali di altre tre regioni a statuto speciale (1948 il Trentino-Alto Adige, 1949 i consigli di Sardegna e Valle d'Aosta, mentre nel 1963 quello del Friuli-Venezia Giulia).
Con le elezioni regionali del 1970 si ha invece la nascita dei Consigli delle regioni italiane a statuto ordinario.

## Elezione
Con la legge costituzionale nº1/1999, ai sensi del rinnovato articolo 122 della Costituzione, il sistema elettorale regionale è rimesso alla disciplina delle singole regioni nel rispetto dei principi fondamentali stabiliti dalla legge dello Stato.
I Consiglieri sono eletti dai cittadini italiani residenti nella regione che siano maggiorenni entro il primo giorno dell'elezione; sono eletti senza alcun vincolo di mandato.
È previsto un sistema di elezione proporzionale con premio di maggioranza (introdotto con la legge 43/1995, valida per le regioni ordinarie), per cui è stabilito un premio variabile di un certo numero di consiglieri, il cui effetto è quello di attribuire alla coalizione dei partiti vincente sempre la maggioranza dei consiglieri in seno al Consiglio regionale.
La legge determina i casi di esclusione dall'elettorato attivo e da quello passivo, nonché la disciplina dei subentri.

### Esclusione elettorato attivo
Sono esclusi dall'elettorato attivo della regione:
- coloro che sono stati dichiarati falliti;
- coloro che sono sottoposti a misure di prevenzione della sorveglianza.

### Esclusione elettorato passivo
Sono esclusi dall'elettorato passivo della regione:
- capi e vicecapi della polizia;
- gli ispettori generali di pubblica sicurezza;
- i direttori generali dei ministeri;
- gli ufficiali delle forze armate;
- i magistrati.

La carica di consigliere regionale è inoltre incompatibile con quella di deputato, senatore o parlamentare europeo (art. 122 Cost.), anche se poi la legge ordinaria concede tre mesi per optare fra queste cariche.

## Scioglimento
Il Consiglio regionale può essere sciolto (Art. 126 della costituzione):
- per scadenza naturale del mandato (5 anni);
- se sono stati commessi atti contro la Costituzione Italiana o gravi violazioni di legge;
- per ragioni di sicurezza nazionale;
- se decade il presidente della Regione qualora sia eletto direttamente dai cittadini;
- per le dimissioni contestuali della maggioranza dei consiglieri regionali.
- con decreto motivato del presidente della Repubblica, sentita una commissione di deputati e senatori per le questioni regionali.

## Composizione
I Consigli regionali, per le regioni a statuto ordinario, sono composti da un minimo di 20 a un massimo di 80 consiglieri, secondo quanto stabilito dai singoli statuti regionali. Il decreto-legge n. 138 del 13 agosto 2011 prevede che il numero massimo di consiglieri, escluso il presidente, deve essere uguale o inferiore a 20 per le regioni con una popolazione fino a un milione di abitanti; uguale o inferiore a 30 per le regioni con una popolazione fino a due milioni di abitanti; uguale o inferiore a 40 per le regioni con una popolazione fino a quattro milioni di abitanti; uguale o inferiore a 50 per le regioni con popolazione fino a sei milioni di abitanti; uguale o inferiore a 70 per le regioni con una popolazione fino a otto milioni di abitanti; uguale o inferiore a 80 per le regioni con una popolazione superiore a otto milioni di abitanti. Il decreto si ispira alla corrispondente legislazione amministrativa e considera esterno e aggiuntivo il seggio riservato al presidente della regione. Ben più generosi sono invece i parametri delle regioni a statuto speciale, che variano da un minimo di 35 consiglieri per la Valle d'Aosta (uno ogni 4 000 abitanti) a un massimo di 70 per la Sicilia (uno ogni 70 000 abitanti).
| Regione               | Abitanti   | Consiglio regionale                           | Consiglieri | Abitanti per consigliere |
| --------------------- | ---------- | --------------------------------------------- | ----------- | ------------------------ |
| Valle d'Aosta         | 122 778    | Consiglio regionale della Valle d'Aosta       | 35          | 3 507                    |
| Piemonte              | 4 254 249  | Consiglio regionale del Piemonte              | 51          | 83 416                   |
| Liguria               | 1 510 617  | Consiglio regionale della Liguria             | 31          | 48 729                   |
| Lombardia             | 10 037 056 | Consiglio regionale della Lombardia           | 80          | 125 463                  |
| Trentino-Alto Adige   | 1 085 860  | Consiglio regionale del Trentino-Alto Adige   | 70          | 15 512                   |
| Veneto                | 4 854 049  | Consiglio regionale del Veneto                | 51          | 95 177                   |
| Friuli-Venezia Giulia | 1 194 521  | Consiglio regionale del Friuli-Venezia Giulia | 48          | 24 885                   |
| Emilia-Romagna        | 4 465 270  | Assemblea legislativa dell'Emilia-Romagna     | 50          | 89 305                   |
| Toscana               | 3 662 625  | Consiglio regionale della Toscana             | 41          | 89 332                   |
| Marche                | 1 482 223  | Consiglio regionale delle Marche              | 31          | 47 813                   |
| Umbria                | 852 459    | Assemblea legislativa dell'Umbria             | 21          | 40 593                   |
| Lazio                 | 5 712 518  | Consiglio regionale del Lazio                 | 51          | 112 010                  |
| Abruzzo               | 1 269 525  | Consiglio regionale dell'Abruzzo              | 31          | 40 952                   |
| Molise                | 288 390    | Consiglio regionale del Molise                | 21          | 13 732                   |
| Campania              | 5 578 904  | Consiglio regionale della Campania            | 51          | 109 390                  |
| Puglia                | 3 876 842  | Consiglio regionale della Puglia              | 50          | 76 016                   |
| Basilicata            | 530 716    | Consiglio regionale della Basilicata          | 21          | 25 272                   |
| Calabria              | 1 833 953  | Consiglio regionale della Calabria            | 31          | 59 159                   |
| Sicilia               | 4 783 383  | Assemblea regionale siciliana                 | 70          | 68 334                   |
| Sardegna              | 1 563 139  | Consiglio regionale della Sardegna            | 60          | 26 052                   |
| Italia                | 58 997 201 |                                               | 897         | 65 771                   |

## Organizzazione
- Presidente del Consiglio regionale; da non confondersi con il presidente della giunta regionale. È una figura analoga a quelle del presidente della Camera o a quella del presidente del Senato. Spetta al presidente del Consiglio regionale dirigere le discussioni e i lavori del Consiglio, e redigere i bilanci dello stesso.
- Ufficio di Presidenza; è composto dal presidente del Consiglio, da 2 vice presidenti e da due segretari. Spetta all'ufficio mantenere la disciplina delle sedute del Consiglio e dirigere gli uffici che dipendono dal Consiglio stesso.
- Commissioni consiliari, che possono essere permanenti o speciali; queste hanno funzioni referenti nel procedimento legislativo, o di controllo, di indagine o conoscitive sulle materie di competenza regionale.
- Gruppi Consiliari, composti da consiglieri di uno stesso orientamento politico.
- Conferenza dei capigruppo, costituita dai rappresentanti dei vari gruppi consigliari, è presieduta dal presidente del Consiglio; ha lo scopo di coordinare e programmare i lavori del Consiglio e delle commissioni regionali.

## Funzioni
Le funzioni del Consiglio regionale si suddividono in funzioni:
- legislative

Il Consiglio regionale esplica le funzioni legislative sulle materie di competenza regionale. In particolare legifera sulle materie su cui la Regione ha competenza esclusiva, e in quelle su cui la Regione ha competenza complementare riguardo a quella dello Stato, rispetto alle quali legifera nei limiti e nei modi stabiliti dalla legge ordinaria (art. 117 cost.). Il Consiglio ha potere di iniziativa legislativa ordinaria, in quanto ha la facoltà di presentare al Parlamento, proposte di legge anche per materie per le quali non ha competenza, ma che hanno rilevanza per la Regione. Spetta al Consiglio regionale, l'approvazione e la modifica dello Statuto regionale.
- amministrative

Spettano al Consiglio l'amministrazione degli uffici e dei servizi dell'ente regione, e l'organizzazione del personale regionale, oltre che le funzioni regolamentatrici riservategli dallo Statuto regionale.
- di controllo

Il Consiglio regionale esplica funzioni di controllo sull'operato del Presidente della Giunta regionale e della Giunta regionale. In particolare il Consiglio approva, entro il 31 dicembre di ogni anno, il bilancio di previsione della Regione redatto dalla giunta. In mancanza di tale approvazione, tramite legge regionale, il Consiglio regionale, può autorizzare la giunta e il presidente, all'esercizio provvisorio. Sempre il Consiglio approva, entro il 31 luglio di ogni anno, il bilancio consuntivo della Regione per l'esercizio dell'anno precedente (ad esempio entro il 31 luglio del 2000 si doveva approvare il bilancio consuntivo del 1999).
- di indagine e d'inchiesta

Queste funzioni, svolte su materie di interesse regionale, vengono normalmente svolte tramite delle commissioni consiliari, appositamente costituite.
- di indirizzo politico

La maggior parte degli statuti delle regioni ordinarie attribuisce al Consiglio il potere di determinare l'indirizzo politico e amministrativo della regione.

## Regioni a statuto speciale

### Sicilia
In Sicilia l’organo legislativo, in forza della particolare autonomia dell’isola e della sua storia, ha dignità parlamentare e prende il nome di Assemblea regionale siciliana. Si tratta del primo organo legislativo della Repubblica italiana tornato a riunirsi dopo la seconda guerra mondiale, nel 1947, è composto da 70 deputati regionali, a partire dalle elezioni regionali del 2017. La sede dell'Assemblea è il Palazzo dei Normanni, a Palermo, capoluogo dell'isola.

### Sardegna
Il Consiglio regionale della Sardegna è composto, a partire dalle elezioni del 2014, da 60 consiglieri eletti ogni 5 anni. Ha sede a Cagliari.

### Friuli-Venezia Giulia

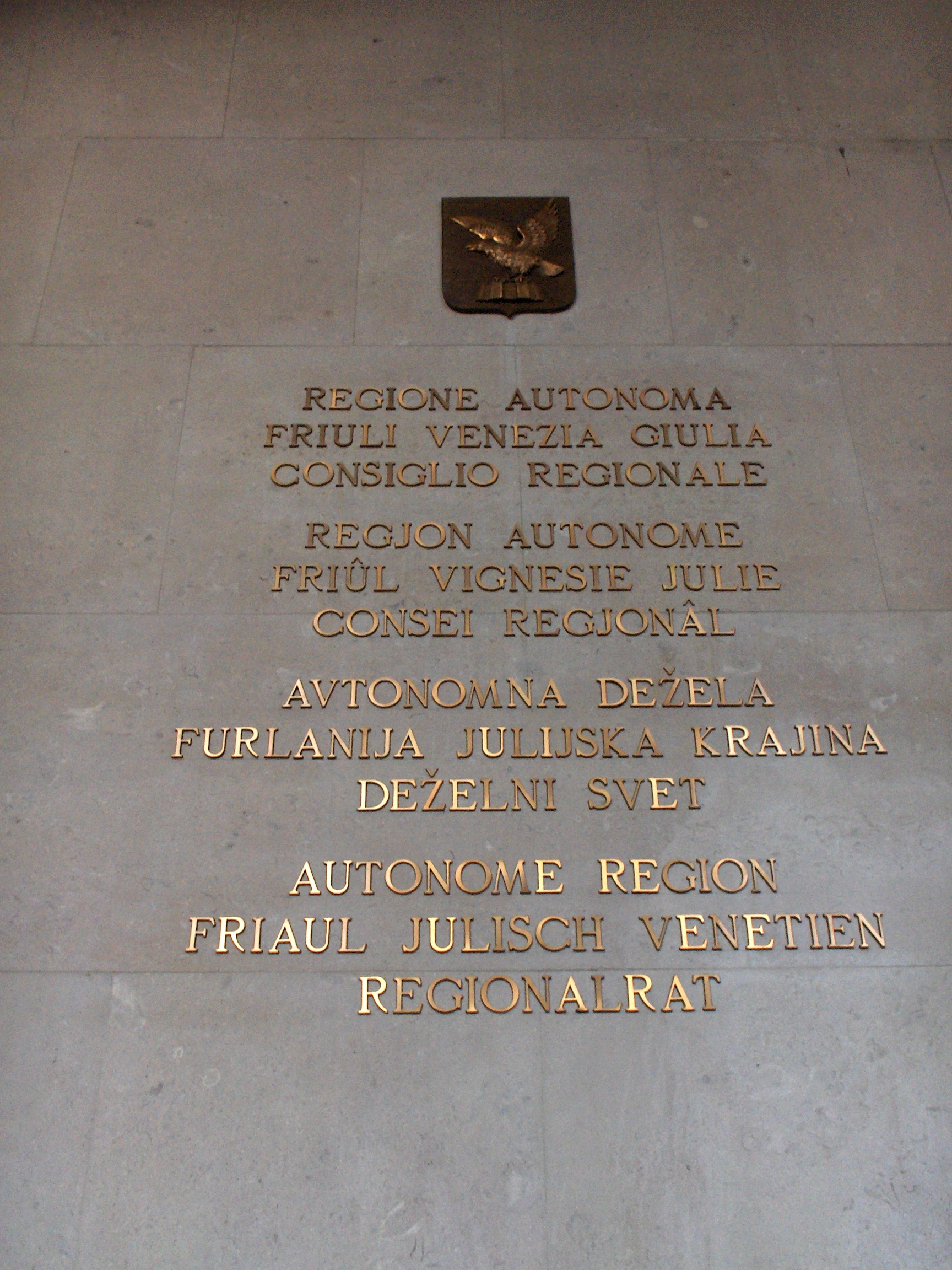
Iscrizione quadrilingue all'entrata della sede del Consiglio regionale del Friuli-Venezia Giulia a Trieste.

Il Consiglio regionale del Friuli-Venezia Giulia (sl. Deželni svet, fri. Consei regjonâl, ted. Regionalrat) svolge la sua attività a Trieste ed è composto da 49 membri. Ciascun consigliere regionale per poter esercitare le sue funzioni deve prestare giuramento davanti all'assemblea secondo la formula: "Giuro di essere fedele alla Repubblica e di esercitare il mio ufficio al solo scopo del bene inseparabile dello stato e della regione".
Dopo averlo fatto in lingua italiana, è data facoltà ai consiglieri di ripetere il giuramento anche in una delle lingue dei gruppi linguistici della regione (friulano, sloveno e tedesco).

### Trentino-Alto Adige
Il Consiglio regionale del Trentino-Alto Adige svolge le sue attività a Trento e a Bolzano, in due sessioni separate di uguale durata. Ha anche la denominazione in tedesco di Regionalrat Trentino-Südtirol.
Il Consiglio regionale non è eletto direttamente, ma è composto dai consiglieri dei due consigli delle province autonome di Trento e di Bolzano. Prima della riforma del 2001 avveniva l'opposto: veniva eletto il Consiglio regionale, e i consiglieri erano anche consiglieri provinciali della provincia in cui erano stati eletti.
Il Consiglio regionale è per questo privo di quasi tutti i poteri assegnatigli, in quanto esercitati dei Consigli delle due province autonome di Trento e di Bolzano.

### Valle d'Aosta
In Valle d'Aosta il Consiglio regionale ha anche il nome francese di Conseil de la Vallée, ed è composto da 35 membri.

## Composizione consigli regionali
Numero di consiglieri regionali per partito politico, sono inclusi i partiti nazionali e i partiti regionali presenti alla Camera o al Senato:
| Partito | Partito      | VDA  | PIE  | LIG  | LOM  | TAA  | VEN  | FVG  | EMR  | TOS  | MAR  | UMB  | LAZ  | ABR  | MOL  | CAM  | PUG  | BAS  | CAL  | SIC  | SAR  | Tot. |
| ------- | ------------ | ---- | ---- | ---- | ---- | ---- | ---- | ---- | ---- | ---- | ---- | ---- | ---- | ---- | ---- | ---- | ---- | ---- | ---- | ---- | ---- | ---- |
|         | PD           | 5    | 13   | 9    | 18   | 8    | 5    | 10   | 28   | 23   | 8    | 9    | 11   | 6    | 3    | 10   | 13   | 3    | 6    | 11   | 11   | 210  |
|         | FdI          | N.D. | 13   | 5    | 22   | 4    | 7    | 8    | 11   | 6    | 8    | 3    | 22   | 9    | 4    | 4    | 7    | 4    | 5    | 11   | 9    | 162  |
|         | Lega         | 6    | 6    | 3    | 15   | 6    | 27   | 13   | 1    | 5    | 6    | 2    | 1    | 2    | 1    | 5    | 6    | 2    | 5    | 5    | N.D. | 117  |
|         | FI           | 3    | 7    | 3    | 9    | 1    | 3    | 3    | 2    | 1    | 5    | 2    | 7    | 4    | 4    | 2    | 7    | 3    | 9    | 12   | 6    | 93   |
|         | M5S          | N.D. | 3    | 1    | 3    | N.D. | 1    | 1    | 1    | 1    | 1    | 1    | 2    | 2    | 3    | 3    | 5    | 2    | 1    | 11   | 8    | 50   |
|         | SVP          | N.D. | N.D. | N.D. | N.D. | 12   | N.D. | N.D. | N.D. | N.D. | N.D. | N.D. | N.D. | N.D. | N.D. | N.D. | N.D. | N.D. | N.D. | N.D. | N.D. | 12   |
|         | NM           | N.D. | N.D. | 3    | 2    | N.D. | N.D. | N.D. | N.D. | 1    | 1    | N.D. | 1    | 1    | 1    | N.D. | N.D. | N.D. | N.D. | 1    | 1    | 12   |
|         | IV           | N.D. | 1    | N.D. | 1    | N.D. | N.D. | N.D. | N.D. | 2    | N.D. | N.D. | 2    | N.D. | N.D. | 5    | N.D. | 1    | N.D. | N.D. | N.D. | 12   |
|         | UV           | 11   | N.D. | N.D. | N.D. | N.D. | N.D. | N.D. | N.D. | N.D. | N.D. | N.D. | N.D. | N.D. | N.D. | N.D. | N.D. | N.D. | N.D. | N.D. | N.D. | 11   |
|         | Az           | N.D. | 1    | N.D. | N.D. | N.D. | N.D. | N.D. | N.D. | N.D. | N.D. | N.D. | 1    | 1    | N.D. | 2    | 2    | 2    | 2    | N.D. | N.D. | 11   |
|         | EV           | 1    | N.D. | 1    | N.D. | 1    | 2    | N.D. | 1    | N.D. | N.D. | N.D. | N.D. | 1    | N.D. | N.D. | N.D. | N.D. | N.D. | N.D. | 3    | 10   |
|         | SI           | N.D. | 2    | N.D. | 1    | N.D. | N.D. | 1    | 2    | N.D. | N.D. | 1    | 1    | N.D. | N.D. | N.D. | N.D. | N.D. | 1    | N.D. | N.D. | 9    |
|         | UDC          | N.D. | N.D. | N.D. | N.D. | N.D. | N.D. | N.D. | N.D. | N.D. | 1    | N.D. | N.D. | N.D. | N.D. | 1    | N.D. | N.D. | N.D. | 2    | 1    | 5    |
|         | DC (Cuffaro) | N.D. | N.D. | N.D. | N.D. | N.D. | N.D. | N.D. | N.D. | N.D. | N.D. | N.D. | N.D. | N.D. | N.D. | N.D. | N.D. | N.D. | N.D. | 5    | N.D. | 5    |
|         | Campobase    | N.D. | N.D. | N.D. | N.D. | 4    | N.D. | N.D. | N.D. | N.D. | N.D. | N.D. | N.D. | N.D. | N.D. | N.D. | N.D. | N.D. | N.D. | N.D. | N.D. | 4    |
|         | ScN          | N.D. | N.D. | N.D. | N.D. | N.D. | N.D. | N.D. | N.D. | N.D. | N.D. | N.D. | N.D. | N.D. | N.D. | N.D. | N.D. | N.D. | N.D. | 3    | N.D. | 3    |
|         | PP           | N.D. | N.D. | N.D. | N.D. | N.D. | N.D. | N.D. | N.D. | N.D. | N.D. | N.D. | N.D. | N.D. | N.D. | N.D. | N.D. | N.D. | N.D. | N.D. | 3    | 3    |
|         | PSI          | N.D. | N.D. | N.D. | N.D. | N.D. | N.D. | N.D. | N.D. | N.D. | N.D. | N.D. | N.D. | N.D. | N.D. | 1    | N.D. | 1    | N.D. | N.D. | 1    | 3    |
|         | Die Grünen   | N.D. | N.D. | N.D. | N.D. | 3    | N.D. | N.D. | N.D. | N.D. | N.D. | N.D. | N.D. | N.D. | N.D. | N.D. | N.D. | N.D. | N.D. | N.D. | N.D. | 3    |
|         | Pos          | N.D. | 1    | N.D. | N.D. | N.D. | N.D. | N.D. | N.D. | N.D. | N.D. | N.D. | N.D. | N.D. | N.D. | N.D. | N.D. | N.D. | N.D. | N.D. | N.D. | 1    |
|         | #DB          | N.D. | N.D. | N.D. | N.D. | N.D. | N.D. | N.D. | N.D. | N.D. | N.D. | N.D. | N.D. | N.D. | N.D. | N.D. | N.D. | N.D. | N.D. | 1    | N.D. | 1    |
|         | DemoS        | N.D. | N.D. | N.D. | N.D. | N.D. | N.D. | N.D. | N.D. | N.D. | N.D. | N.D. | N.D. | N.D. | N.D. | 1    | N.D. | N.D. | N.D. | N.D. | N.D. | 1    |
|         | NdC          | N.D. | N.D. | N.D. | N.D. | N.D. | N.D. | N.D. | N.D. | N.D. | N.D. | N.D. | N.D. | N.D. | N.D. | N.D. | 1    | N.D. | N.D. | N.D. | N.D. | 1    |
|         | Vita         | N.D. | N.D. | N.D. | N.D. | 1    | N.D. | N.D. | N.D. | N.D. | N.D. | N.D. | N.D. | N.D. | N.D. | N.D. | N.D. | N.D. | N.D. | N.D. | N.D. | 1    |
|         | PpI          | N.D. | N.D. | N.D. | N.D. | N.D. | N.D. | N.D. | N.D. | N.D. | N.D. | N.D. | N.D. | N.D. | 1    | N.D. | N.D. | N.D. | N.D. | N.D. | N.D. | 1    |
|         | Mod          | N.D. | 1    | N.D. | N.D. | N.D. | N.D. | N.D. | N.D. | N.D. | N.D. | N.D. | N.D. | N.D. | N.D. | N.D. | N.D. | N.D. | N.D. | N.D. | N.D. | 1    |
|         | MET          | N.D. | N.D. | N.D. | N.D. | N.D. | N.D. | N.D. | N.D. | N.D. | N.D. | N.D. | N.D. | N.D. | N.D. | 1    | N.D. | N.D. | N.D. | N.D. | N.D. | 1    |
|         | Nuovo CDU    | N.D. | N.D. | N.D. | N.D. | N.D. | N.D. | N.D. | N.D. | N.D. | N.D. | N.D. | N.D. | N.D. | N.D. | 1    | N.D. | N.D. | N.D. | N.D. | N.D. | 1    |
|         | PRI          | N.D. | N.D. | N.D. | N.D. | N.D. | N.D. | N.D. | N.D. | N.D. | N.D. | N.D. | N.D. | N.D. | N.D. | 1    | N.D. | N.D. | N.D. | N.D. | N.D. | 1    |
|         | Reg.         | 8    | N.D. | N.D. | N.D. | 25   | 2    | 6    | N.D. | N.D. | N.D. | N.D. | N.D. | N.D. | N.D. | 3    | N.D. | N.D. | N.D. | 7    | 6    | 57   |
|         | Cdx          | N.D. | 3    | 4    | 4    | 4    | 1    | 5    | 2    | 1    | 1    | 1    | 2    | 2    | 3    | N.D. | N.D. | N.D. | N.D. | N.D. | N.D. | 33   |
|         | Csx          | N.D. | N.D. | 2    | 2    | N.D. | 1    | 1    | 2    | 1    | N.D. | 2    | 1    | 2    | 1    | 9    | 9    | 2    | N.D. | 1    | 10   | 46   |
|         | Altri        | 1    | N.D. | N.D. | 3    | 1    | 2    | N.D. | N.D. | N.D. | N.D. | N.D. | N.D. | 1    | N.D. | 2    | 1    | 1    | 2    | N.D. | 1    | 15   |
| Totale  | Totale       | 35   | 51   | 31   | 80   | 70   | 51   | 48   | 50   | 41   | 31   | 21   | 51   | 31   | 21   | 51   | 51   | 21   | 31   | 70   | 60   | 896  |

## Fonti
1. ↑  Giampiero Buonomo, Quid iuris se il primo dei non eletti “cambia casacca”? - Diritto e giustizia, 15 marzo 2003.
2. ↑  http://download.repubblica.it/pdf/2011/decretox.pdf?ref=HREA-1
3. ↑  Di cui uno in FdI